# YOU (テレビ番組)
『YOU』（ユー）は、1982年4月10日から1987年4月4日までNHK教育テレビジョンで土曜日のプライムタイムから深夜にかけて放送されていた若者向けのトーク番組である。

## 概要
長きにわたりNHK教育テレビジョンで放送されてきた若者向け番組『若い広場』がターゲットにしてきた若者に見向きもされなくなり、視聴率が「＊（つまり0％）」状態が続いていた頃、当時放送総局副総局長だった川口幹夫から「若者番組を何とかしてほしい」と注文が入り、番組を根本的に見直すため有志により非公式の企画会議を立ち上げ、「スタジオで若者の本音を引き出す“スタジオドキュメント番組”」というコンセプトが決定。その後、100人以上の候補の中から、売れっ子コピーライターの糸井重里を司会に起用。企画会議に参加した糸井は、視聴ターゲットを高校生にすることを提案。こうして約80人の若者を招いた明るく開放感のあるスタジオと結論を求めないトークを売りにスタートした番組は、開始から3カ月で若者に浸透し人気を獲得。NHKの若者向け番組全体の礎を創りあげた番組となった。
通常は東京のNHK放送センターで制作・放送していたが月に1度、大阪放送局が制作した。また、場合によっては名古屋や新潟など他の地方局の制作で放送されることもあった。
オープニングとエンディングでは、坂本龍一が曲を担当。司会が糸井重里のころは大友克洋が描いた若者の男女が登場するポップなイラストが次々と流れた。1985年に司会が三田寛子に変わった際は、坂本の曲はそのままで、映像が李泰栄演出の実写映像に変更され、さらに半年後に司会が日比野克彦に変わってから、日比野のアート作品が流れた。

## 代表的な企画
青春プレイバック
原則として毎回、番組の最後に放送された、さまざまな著名人が人生の分岐点となった場所を女性司会者と一緒に訪ねるコーナー。1983年9月24日放送分では、吉永小百合が17歳のときに主演した映画『キューポラのある街』のロケ地の埼玉県川口市にある荒川土手を訪ねて思い出を語った。めったに見られない貴重なインタビューで、後にNHKアーカイブスで放送されるほどリクエストが大きかった。1985年4月に司会が変わった際に「青春プレーバック」のタイトルで独立した。
誰でもミュージシャン 坂本龍一の音楽講座
番組の中で最も人気を集めたコーナーで、坂本が音楽に関しての疑問・質問に答えたり音楽に関する実験的な講座が行われた。音の出るものをスタジオに用意して好きな音を出してと指示を与え各自がいろいろな音を出していくうちにいつしかセッションが始まり、そこに音楽が生まれるという実験も行われた。また、坂本自身が曲を演奏するライブもあり、非常に貴重なシーンになった。「YMOの音楽講座」もあり、メンバーの3人がトークや演奏で番組を盛り上げたこともあった。
投書で作ったYOU文化祭
事前に視聴者から文化祭で何がやりたいかを募集し、それを実際にスタジオでやるという企画。お好み焼きや焼きそばなどの定番からきしめんやわらびもちといったものまでの屋台がスタジオに集結した。予算はNHKから出るということもあって人気を集めた。ゲストに所ジョージなどが出演し番組を盛り上げた。
YOUアシスタントオーディション
番組のアシスタントを一般視聴者から公募した企画。当時15歳だった河合美智子がオーディションに参加。アニメソングを歌唱し、スタジオを大いに沸かせて選ばれた。そして、1984年からアシスタントを務めた。採用は2人の予定だったが、甲乙つけ難いということで3人選ばれた。
特集YOU
1983年の正月特番で、1月1日から3日まで総合テレビで放送された。1日の「わんさか!わんさか!ヒーローいっぱい」はこれまで番組に寄せられた投書の中で、「出演してほしいゲスト」を集めた番組史上最も豪華な企画。ビートたけし、坂本龍一、忌野清志郎、アントニオ猪木などが出演。特に忌野に関しては出演のリクエストが最も多く、スタジオではライブを行い観客を沸かせた。3日は「矢沢永吉からのメッセージ」と題し、日本武道館でのライブ映像を交えて放送された。

## 司会者
| 期間                                                               | 期間   | 東京制作分 | 東京制作分          | 東京制作分           | 大阪制作分  | 大阪制作分 |
| 期間                                                               | 期間   | 男性司会者 | 女性司会者          | 青春プレイバック担当 | 男性司会者  | 女性司会者 |
| ------------------------------------------------------------------ | ------ | ---------- | ------------------- | -------------------- | ----------- | ---------- |
| 1982.4                                                             | 1983.3 | 糸井重里   | 青島美幸            | 高樹澪               | 梅谷忠洋    | 塚本真理子 |
| 1983.4                                                             | 1984.3 | 糸井重里   | 荻野目慶子2         | マリアン             | 笑福亭鶴瓶1 | 不在       |
| 1984.4                                                             | 1985.3 | 糸井重里   | 河合美智子          | 金瀬悦子 高橋葉子    | 笑福亭鶴瓶1 | 不在       |
| 1985.4                                                             | 1985.9 | 不在3      | 三田寛子            | コーナー独立         | 笑福亭鶴瓶1 | 不在       |
| 1985.10                                                            | 1986.3 | 日比野克彦 | 児島未散 竹内かなえ | コーナー独立         | 笑福亭鶴瓶1 | 不在       |
| 1986.4                                                             | 1987.3 | 日比野克彦 | 竹内かなえ          | コーナー独立         | 笑福亭鶴瓶1 | 不在       |
| - 3 三波春夫、夢枕獏、田淵幸一が週替りで三田のパートナーを務めた。 |        |            |                     |                      |             |            |

## ゲスト
- YMO
  - 坂本龍一
  - 高橋幸宏
  - 細野晴臣
- 井上陽水
- 矢野顕子
- 矢沢永吉
- 忌野清志郎
- 栗本慎一郎
- タモリ
- ビートたけし
- 所ジョージ
- 和田アキ子
- 山田邦子
- 伊藤蘭
- 藤村美樹
- 江川卓
- 南こうせつ
- 秋本奈緒美
- 鴻上尚史
- 吉永小百合
- 千昌夫
- とんねるず
- 岡本太郎
- 井筒和幸
- 沢田研二
- 篠山紀信
- 横尾忠則
- 立花隆
- 大林宣彦
- アントニオ猪木
- 岡田有希子
- 遠藤雅伸
- 中沢新一
- 山口昌男
  - またゲストではないが、パネラーの一人として、当時17歳高校生の古田新太が出演していた。

## パロディーなど
- BOU_ブー『オレたちひょうきん族』
- YOU2『みんなでニホンGO!』

## 関連番組
- 青春プレーバック